# Оперативная замкнутость
Оперативная замкнутость (также операционная замкнутость) — это термин, введённый немецким социологом Никласом Луманом, означающий, что любая социальная система рассматривается как закрытая система, способная воспроизводить саму себя. Оперативная замкнутость характеризуется рекурсивными отношениями, в которых завершение одной операции является условием возникновения другой операции. Последствием таких рекурсивных отношений является дифференциация систем, которые замыкаются из-за высоко комплексных структур, при этом окружающий их мир существует одновременно с ними.

## Сущность явления
Согласно немецкому социологу Никласу Луману, общество — это операционно замкнутая система. Отгородив себя от окружающего мира, общество может оперировать замкнутым образом и, так как, по мнению Лумана, коммуникация является подлинной социальной операцией, то оперативная замкнутость обнаруживается в том, что одна коммуникация подсоединяется к другой. Оперативная замкнутость означает, что система способна воспроизводить саму себя посредством своих же операций, не прибегая к внешнему миру (например, глобальное потепление не может повлиять на общение людей). Отсюда вытекает зависимость системы от её самоорганизации. Получается, что структуры могут выстраиваться и изменяться только благодаря своим личным операциям, так, например, язык создаётся с помощью коммуникации, а не с помощью природной стихии. Такая замкнутость называется оперативной, потому что это не изолированное понятие, а изображение возможностей собственных операций, исходя из результатов собственных же операций.
Луман показывает операционную замкнутость на примере коммуникационной системы. Согласно его мнению, коммуникационная система — это операционно замкнутая система, так как её компоненты воспроизводятся через саму коммуникацию. Коммуникационная система сама себя воспроизводит при помощи своих же элементов, благодаря чему и отграничивается от внешней среды. Говоря о самовоспроизводстве, Луман ссылается на понятие аутопоэзиса коммуникационной системы. Коммуникационная система представляет собой аутопоэтическую систему, так как все её элементы воспроизводит сама система. При этом происходить аутопоэзис может только во внешней среде системы. Здесь стоит добавить, что закрытость системы от внешней среды не означает, что она независима от внешней среды. Возникновение системы происходит во внешней среде через закрытие системы и установление границ, внутри которых осуществляется аутопоэтическое воспроизведение.

## Критика
Согласно немецкому философу и социологу Юргену Хабермасу, нужно противостоять тому, что общество, возможно, развивается как операционно замкнутая система с различными областями, которые не способны функционировать во имя целого социального. Необходимо нейтрализовать такую склонность, а не делать её неизбежной, как делает это Луман.
Луман характеризует системы как замкнутые и автономные, но не все системы таковыми кажутся. Некоторые системы, например, психическая, включают другие системы в качестве своих элементов. Психическая система включена в социальную систему, а политическая в экономическую и т. п. Получается, что кажущаяся нам автономная система может сводиться к положению подсистемы другой системы.
Операционная замкнутость Лумана подтверждает существование аутопоэтических социальных систем. Из этого положения вытекает, что люди исключены из социальных систем. А это в свою очередь означает, что социальные системы не должны отчитываться за поведение индивидов, их действия, мотивы или само существование какой-либо индивидуальной личности. Изначально концепцию, согласно которой человек находится за пределами социальной системы, разработал американский социолог Толкотт Парсонс. Потом эту идею развивал Луман. Но любая система, состоящая из подлинных коммуникационных действий, нуждается в человеческом сознании как во внешнем ресурсе. По мнению Лумана, люди не являются ни частью общества, ни частью специфических систем, так как они не являются частью дискурса. Коммуникационные действия людей представлены (а не определены) обществом, а общество представлено (а не определено) коммуникационными действиями людей. Такой подход Лумана к социальным системам, за пределами которых находятся люди, подвергался и до сих пор подвергается критике.